# Jean de Hastings (2e comte de Pembroke)
Pour les articles homonymes, voir Hastings.
Jean de Hastings (29 août 1347, Sutton Valence – 16 avril 1375), noble et soldat anglais, 2e comte de Pembroke, chevalier de l'ordre de la Jarretière, est le fils de Lawrence Hastings, 1er comte de Pembroke et d'Agnès Mortimer.

## Carrière militaire
Il participe à diverses opérations militaires aux côtés de ses beaux-frères. Avec Edmond de Langley, comte de Cambridge, il se distingue lors de la campagne militaire en Guyenne en 1369 puis dans le Poitou, en Périgord et en Limousin où il participe au sac de Limoges le 19 septembre 1370. Cette même année, il est avec le comte de Cambridge à la tête de la troupe qui vient au secours des routiers assiégés à Belleperche, en Bourbonnais. Lors de la bataille de La Rochelle, il est capturé par Ambrosio Boccanegra le 23 juin 1372 et emmené captif en compagnie de Guichard d'Angle à Santander. Il meurt captif en Picardie.

## Famille et descendances
Le 19 mai 1359, il épouse Marguerite d'Angleterre († 1361), l'une des filles d'Édouard III d'Angleterre. Le couple n'eut pas d'enfant.
En juillet 1368, il épouse en secondes noces Anne, fille de Wauthier de Masny.
Son fils, Jean de Hastings, né d'Anne quelques mois après sa capture, lui succéda au titre de comte de Pembroke et épousa en 1380 Élisabeth de Lancastre, fille de Jean de Gand.

## Sources
- Georges Bordonove, Les Rois qui ont fait la France - Les Valois - Charles V le Sage, t. 1, Pygmalion, 1988.